# تاثیرات زیست¬محیطی فرکینگ یا شکست هیدرولیکی
اثرات زیستمحیطی شکست هیدرولیکی وابسته به نوع کاربری زمین و مصرف آب، گسیل آلایندۀ هوا مثل انتشار گاز متان، نشست شورآبه و سیال فِرکینگ، آلودگی آب و ایجاد آلودگی صوتی و بهداشت محیطی است. بیشترین خطر ایجادشده در اثر شکست هیدرولیکی برای سلامت انسان، آلودگی آب و هوا است ]1[. پژوهشها نشان داده که شکست هیدرولیکی بر سلامت انسان تأثیر منفی گذاشته و سبب ایجاد تغییرات اقلیمی هم میشود ]2[، ]3[، ]4[.
سیال فرکینگ شامل پروپانتها و ترکیبات دیگری است که برخی از آنها مشتمل بر موادشیمیایی سمّی شناختهشده و برخی دیگر از ترکیبات شیمیایی ناشناختهای هستند که ممکن است سمّی باشند. استفاده از چنین ترکیباتی به عنوان موادافزودنی در شرکتهای آمریکایی به عنوان نوعی اَسرار تجاری تلّقی میشوند. به واسطۀ فُقدان دانش کافی در مورد چنین ترکیبات شیمیایی خاص، تلاشها به منظور توسعۀ سیاستهای مدیریت خطر و ارزیابی اثرات بهداشتی آنها به اَمری پیچیده تبدیل شده است. در حوزههای قضایی دیگری چون انگلستان، اسامی این مواد شیمیایی باید در اختیار عموم قرار گرفته و نیز این مواد بایستی جزئی از ترکیبات شیمیایی بیخطر دستهبندی شوند.
مصرف آب در فرآیند شکست هیدرولیکی میتواند در مناطق دچار کمبود منابع آبی مشکلآفرین باشد. آبهای سطحی ممکن است که بواسطۀ نشت و نفوذ شیرابههای پسماند ناشی از عدم اَنباشت و ذخیرۀ صحیح آنها مخصوصاً در نقاطی با قوانین زیستمحیطی ضعیف آلوده شوند ]9[. افزون بر این موارد، آبِ زیرزمینی همچنین ممکن است که بواسطۀ نَشت سیالات فِرکینگ و سازند در حین شکست هیدرولیکی آلوده شود. هرچند که احتمال آلودگی آبهای زیرزمینی در اثر مهاجرت سیال فرکینگ به سمت بالا در درازمدت ناچیز است. مدیریت آب تولیدی بازگشتی به سطح ناشی از شکست هیدرولیکی از طریق تزریق زیرزمینی، تصفیهخانههای شهری-صنعتی و استفادۀ مجدد در چاههای آتی مدیریت میشود. همچنین اِمکان نشت متان هم به آبهای زیرزمینی و هوا نیز وجود دارد. هرچند که مشکل نشت متان در چاههای قدیمی در مقایسه با چاههای حفرشده تحت قوانین جدید جدیتر است.
شکست هیدرولیکی سبب اِلقای زمینلرزه میشود که ریزلرزه یا ریززلزله هم خوانده میشود. بزرگی این لرزهها معمولاً در واحد سطح بسیار کم بوده (بین M-3 تا M-1) و نمیتوان آنها را تشخیص داد. گرچه، مخازن دفع سیالات (که اغلب در امریکا به منظور دفع زبالههای آلودۀ صنایع مختلف به کار گرفته میشوند) موجب وقوع چندین زمینلرزه به بزرگی 6/5 درجه در مقیاس ریشتر در اوکلاهما و ایالتهای دیگر شد ]14[.
دولتها در سراسر جهان در حال توسعۀ قوانین نظارتی به منظور ارزیابی و مدیریت خطرات زیستمحیطی و بهداشتی مرتبط با شکست هیدرولیکی هستند. آنها در این مسیر از یک سو تحت فشار صنعت و از سوی دیگر تحت فشار گروههای مخالف با فرآیند شکست هیدرولیکی هستند. در کشورهایی چون فرانسه، رویکرد پیشگیرانه در دستور کار قرار گرفته و شکست هیدرولیکی ممنوع اعلام شده است. هرچند که مراجع نظارتی انگلیس هم بر این باورند که با اجرای فرآیند شکست هیدرولیکی تحت مقررات مناسب و با بهترین شیوههای عملیاتی میتوان خطرات مرتبط با آن را کنترل کرد.

## گسیل آلایندههای هوا
در سال (2012)، گزارشی در مورد خطرات بالقوۀ این نوع آلایندهها در اتحادیۀ اروپا منتشر شد. این خطرات بالقوه شامل انتشار متان از چاهها، دود ناشی از سوخت گازوئیل و آلایندههای خطرناک دیگر، پیشسازهای اُزُن یا ترکیات آروماتیک ناشی از تجهیزات شکست هیدرولیک مثل کمپرسورها، پُمپها و شیرها هستند. همچنین، گازها و سیالات فرکینگ که در جریان آب برگشتی حل میشوند نیز از خطر گُسیل آلایندهها در هوا برخوردار هستند. یک مطالعه، آلایندههای مختلف هوا را در طی 1 سال در اطراف یک چاه گاز جدید حَفر شده به کمک بهرهگیری از فرآیند شکست هیدرولیکی مورد سنجش قرار داد و موفق به شناسایی هیدروکربنهای غیرمتانی، مِتیلنکُلرید (نوعی حَلال سمّی) و هیدروکربنهای آروماتیک چندحلقهای شد. ثابت شده که این آلایندهها بر سلامت جنین تأثیرگذار هستند.